# لاري بريليانت
لورانس «لاري» بريليانت (بالإنجليزية: Larry Brilliant)‏ (ولد بتاريخ 5 مايو 1944) عالم وبائيات أمريكي، وخبير تكنولوجي، ومحسِن، ومؤلف، برز بعمله بين عامين (1973 - 1976) مع منظمة الصحة العالمية «منظمة الصحة العالمية»، ساعد في ابادة الجدري بنجاح.
بريليانت، حاصل على شهادة براءة اختراع في التكنولوجيا، كان المدير التنفيدي«الرئيس التنفيذي» للشركات العامة والمدعومة من المشاريع الناشئة. كان المدير التنفيذي الافتتاحي لـشركة جوجل., ، الذراع الخيرية لشركة جوجل التي تأسست في عام 2005، وأول مدير تنفيذي لصندوق التهديدات العالمية سكول "Skoll global threat fund"، الذي أنشأه في عام 2009 مؤسس ايباي جيف سكول "eBay Jeff Skoll" لمعالجة تغير المناخ والأوبئة والأمن المائي والانتشار النووي والصراع في الشرق الأوسط. يشغل بريليانت حاليًا منصب رئيس مجلس إدارة الأوبئة، وهو أيضًا عضو في مجلس إدارة مؤسسة سكول Skoll وسالسفورس "Salesforce" ومؤسسة سيفا"seva" وومنصة دارما "Dharma Platform".

## بداية حياته
ولد بريليانت في ديترويت بولاية ميشيغان، وتلقى تدريبه الجامعي بالإضافة إلى درجة MPH (الماجستير في الصحة العامة) من جامعة ميشيغان، حيث كان يعمل في طاقم مجلة "Gargoyle Humor"، وشهادة الدكتور بالطبMD من كلية جامعة واين ستيت في الطب. انتقل إلى كاليفورنيا للتدريب الداخلي في مركز كاليفورنيا باسيفيك الطبي، وتطور سرطان الغدة الدرقية الذي تعافى منه. بريليانت حاصل على شهادة البورد في الطب الوقائي والصحة العامة.
في عام 1969، احتلت مجموعة من الهنود الأمريكيين من العديد من القبائل المختلفة، أطلقوا على أنفسهم هنود جميع القبائل، واحتلو جزيرة الكاتراز في سان فرانسيسكو. خرجت دعوة للأطباء لمساعدة المرأة الحامل هناك على الولادة وانضم بريليانت إلى مهنتهم كطبيب غير رسمي. هنود الكاتراز اطلقواسم Wovoka للطفل على اسم رجل الطب الشمالي في بايوت.

## المهنة

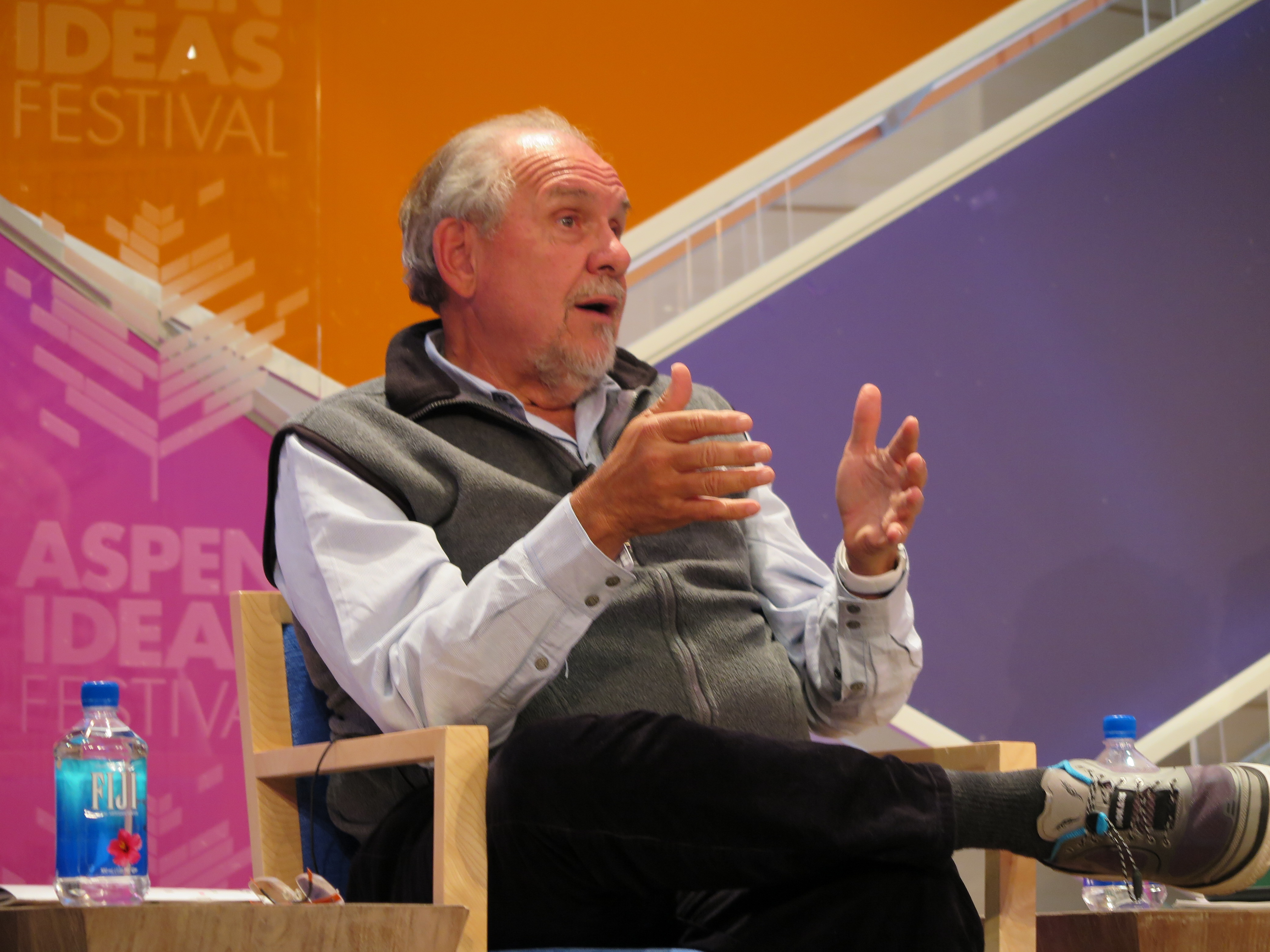
Brilliant in 2015

بعد أن أجبرت حكومة الولايات المتحدة جميع القبائل الهنود على الخروج من الكاتراز، أصبح بريليانت محبوبًا إعلاميًا أدى إلى قيام شركة أفلام بطرحه في ميديسن بول كارافان "MEDICINAL BALL CARAVAN" - تكملة لـ Woodstock Nation - يلعب دور طبيب في فيلم عن قبيلة الهيبيين الذين يتبعون Grateful Dead وجيفرسون ايربلاين و Jethro Tull وجوني ميتشل.
تم دفع تذاكر طيران إلى الهند لطاقم الممثلين. صرف بريليانت وآخرون تذاكرهم واستأجروا حافلة للقيادة في جميع أنحاء أوروبا، والتي تحولت بعد ذلك إلى قافلة إغاثة لمساعدة ضحايا إعصار بهولا عام 1970 في بنغلاديش (ثم شرق باكستان).
أوقفت الاضطرابات المدنية قافلة الإغاثة لذلك قضى عدة سنوات في الهند يدرس في هيمالايالأشرم مع نيم كارولي بابا (حكيم هندوسي) الذي حصل منه على الاسم Subramanyum. بعد حوالي عام، نصح نيم كارولي بابا بريليانت بالقضاء على مرض الجدري، وهو المشروع الذي سيقضي عليه عدة سنوات قادمة. شارك كطبيب في برنامج استئصال الجدري لمنظمة الصحة العالمية (منظمة الصحة العالمية) الذي صادق في عام 1980 على الاستئصال العالمي للجدري. وجد بريليانت أن المسؤولين الهنود أصبحوا أكثر تقبلاً لجهوده عندما علموا مشاركة نيم كارولي بابا، وهو الأمر الذي ينسب إليه جزءًا كبيرًا من نجاح البرنامج. ساهم بريليانت بسرد سبع صفحات عن تجاربه في كتاب معجزة الحب: قصص نيم كارولي بابا.
في ديسمبر 1978، أصبح مؤسسًا مشاركًا ورئيسًا لمؤسسة سيفا، وهي مؤسسة دولية وغير ربحية وصحية. أعادت مشاريع سيفا في أماكن مثل التبت، ونيبال، والهند، وبنغلاديش، وكمبوديا، وتنزانيا، وإثيوبيا، وغواتيمالا الرؤية إلى أكثر من 3 ملايين من المكفوفين من خلال الجراحة، وأنظمة العناية بالعين ذات الاكتفاءالذاتي، والتصنيع منخفض التكاليف للعدسات داخل العين. إحدى مساهماته المهمة كانت مساعدته في إنشاء مستشفى أرافيند للعيون في مادوراي في الهند.
عندما عاد إلى الولايات المتحدة، أصبح أستاذًا للصحة العالمية في جامعة ميشيغان بالإضافة إلى بدء العديد من المشاريع الخيرية والتجارية.
في عام 1985، شارك مع ستيوارت براند في تأسيس مجتمع نموذجي جيد عبر الإنترنت الذي كان موضوع العديد من الكتب والدراسات. قالت مجلة تايم: «لقد كان نجاحًا كبيرًا، اساس لكل الأعمال التجارية عبر الإنترنت من امازونأمازون إلى ايباي إيباي».
امضى بريليانت النصف الأول من عام 2005 كمتطوع يساعد في كارثة تسونامي في سريلانكا ويعمل في الهند مع منظمة الصحة العالمية في حملة للقضاء على شلل الأطفال.
في 22 , فبراير، 2006، عينته شركة جوجل كمدير تنفيذي لها، الذراع الخيرية لشركة جوجل  a position ,، وهو المنصب الذي شغله حتى أبريل 2009، عندما انضم إلى مؤسسة سكول، كرئيس لها، المنظمة الخيرية التي أنشأها رئيس eBay السابق جيف سكول.
في يوليو 2006، حصل على جائزة TED ، ومنحه 100000 دولار و "رغبة واحدة في تغيير العالم" which " التي قدمها في TED في يوليو 2006. كما لخص مرشح الجائزة، "الدكتور بريليانت" هواسم لنرتقي اليه كانت أمنيته الوحيدة التي قدمها في المؤتمر هي "بناء نظام جديد قوي للإنذار المبكر لحماية عالمنا من بعض أسوأ كوابيسه".
في مايو 2013، ألقى خطاب بدء في مدرسة هارفارد للصحة العامة
```
في 5 نوفمبر 1962، زار القس مارتن لوثر كينغ 
جامعة ميشيغان
. لقد كانت لحظات درامية. كان العالم يترنح على حافة الجنون النووي خلال أزمة الصواريخ الكوبية. كانت القوات الفيدرالية في دورية بعد أن تم قبول أول طالب أسود في Ole Miss.
```

...
```
وقال إن «قوس الكون الأخلاقي طويل ولكنه ينحني نحو العدالة».
```

...
```
إليك ما أطلبه منك: تخيل أن قوس التاريخ الذي ألهمه مارتن لوثر كينغ موجود هنا معنا. قوس الكون بحاجة لمساعدتكم لثنيه نحو العدالة. لن يحدث من تلقاء نفسه. لن ينحني قوس التاريخ نحو العدالة بدون ثنيها. تحتاج الصحة العامة إلى تأمين الصحة للجميع. اغتنام هذا التاريخ. ثني هذا القوس. أريدك أن تقفز لأعلى، وأن تقفز وتلتقط قوس التاريخ بكلتا يديك، وتسحبه إلى أسفل، وتلفه، وتثنيه. ثنيه نحو الإنصاف، ثنيه نحو صحة أفضل للجميع، ثنيه نحو العدالة!
[
14
]
}}
```

```
في ربيع 2020، علق على أن منظمة الصحة العالمية، حيث كان يعمل لمدة عشر سنوات، كانت بطيئة في وصف وباء كورونا 
مرض فيروس كورونا 2019
 بأنه جائحة ووباء عالمي.
```

## حياته الشخصية
تزوج بريليانت من جيريجا (إيلين سابقًا) ولها ثلاثة أطفال: جو وجون وإريس بريليانت. حصلت جيريجا على درجة الدكتوراه في إدارة الصحة العامة وهي ساهمت بشكل متساوٍ في العديد من مشاريع زوجها. شاركت في تأسيس مؤسسة سيفا ، وكانت مفيدة في برنامج استئصال الجدري لمنظمة الصحة العالمية.

## عمله بالافلام
عمل بريليانت في العديد من الأفلام ككاتب ومنتج ومستشار بما في ذلك Contagion ، أعداء غير مرئيون، فيلم HBO الحائز على جائزة افتح عينيك (عمل كمنتج)، Saint Mis'Behaving (عن صديقه المهرج Wavy Gravy) رشح فيلم Fernce Grace وفيلم CNN للعدو غير المرئي والطب الكرة القافلة وهاري راما هير كريشنا وأوسكار The Final Inch.
لعب بريليانت أيضًا دورًا إضافيًا في فيلم "Bollywood 1971 Hare Rama Hare Krishna"، الذي يصور ثقافة الهبي. قال: «عند التصوير لتسلسل الأغنية» دوم مارو دوم "(الذي يمجد تدخين الماريجوانا)، كان ديف أناند يبحث عن أنواع معينة من الأجانب."بريليانت هو مقابلة مميزة في الفيلم الوثائقي الطويل لعام 2009، Saint Misbehavin ': The Wavy Gravy Movie كطبيب الحياة الواقعية للناشط الاجتماعي.

## كتاباته
في بعض الأحيان الرائعة، HarperOne ،2018
لاري بريايانت (1995). «هل كنت تتحدث إلى الله؟».في رام داس. معجزة الحب: قصص عن نيم كارولي بابا (الطبعة الثالثة). مؤسسة هانومان. ISPN 1887474005.
جورجينا بريليانت ولورانس بريليانت. نقود الهيمالايا، تشيلسي، ميشيغان، ربيع 1983.

## وصلات خارجية
- لاري بريليانت على موقع IMDb (الإنجليزية)
- Are Social Entrepreneurs Heroes? Larry Brilliant on BBC The Forum
- larrybrilliantعلى تويتر.